# إعصار أسنا
إعصار أسنا ( باللغة الإنجليزية: Asna) عاصفة مدارية إستوائية أثرت على ولايات كجرات، راجستان، و مدهيا براديش في الهند وجنوب باكستان من 25 أغسطس إلى 2 سبتمبر 2024. لقد تشكل كنقطة ضغط منخفضة فوق الأراضي الهندية و تحرك الإعصار بإتجاه بحر العرب. الأمطار الغزيرة تسببت في فيضانات واسعة في إقليم السند و كجرات، ما تسبب في مقتل 49 شخصا في الهند و 24 في باكستان، و أضرارا أخرى تركزت في البنية التحتية، الممتلكات الخاصة، و الأراضي الزراعية.
لقد أدت الرياح الشرقية القوية فوق جنوب الهند، إلى جانب حدث موسمي يسمى التذبذب الصيفي الموسمي الشمالي (BSISO)، إلى خلق الظروف لتشكيل نظام الضغط المنخفض الذي تحول لاحقًا إلى منخفض جوي.  ومن المرجح أن تشتد حدة المنخفض الجوي بسبب الرطوبة القادمة من بحر العرب والتربة المبللة بالأمطار السابقة. 
تشكل نظام ضغط منخفض في شمال غرب خليج البنغال بالقرب من غرب البنغال وبنغلاديش في 16 أغسطس. في 24 أغسطس، تشكل نظام ضغط منخفض واضح المعالم فوق ماديا وأوتار براديش . وفي وقت مبكر من اليوم التالي، في 25 أغسطس، لاحظت إدارة الأرصاد الجوية الهندية أن العاصفة تطورت إلى منخفض أرضي فوق راجاستان وماديا براديش .   وفي وقت لاحق من ذلك اليوم، اشتدت حدة المنخفض الجوي إلى منخفض جوي عميق جنوب شرق أودايبور في راجستان.  في 27 أغسطس، بدأت اللجنة المشتركة للعمليات البحرية في تتبع الكساد العميق، مشيرة إلى أنه كان في بيئة هامشية للتنمية. بعد يومين، في 29 أغسطس، عندما وصل إلى ولاية جوجارات،  أصدروا تقريرًا عن حالة الطقس في ولاية جوجارات بشأن المنخفض المداري النامي، قبل تصنيفه كإعصار مداري 02A في وقت مبكر من اليوم التالي. وفي وقت لاحق من نفس اليوم، في 30 أغسطس، قامت إدارة الأرصاد الجوية الهندية بترقية العاصفة إلى عاصفة إعصارية، وأطلقت عليها اسم أسنا.   ثم انتقل بعد ذلك إلى شمال شرق بحر العرب ، لكنه تحول بعد ذلك نحو الجنوب الغربي، بعيدًا عن سواحل السند وبلوشستان ، وضعيفًا إلى منخفض عميق مع استمراره في الاتجاه من الغرب إلى الجنوب الغربي نحو عمان .    في الأول من سبتمبر، تم تجريد أسنا من أي حمل حراري بسبب جفاف الهواء وتدهورها إلى مستوى منخفض متبقي. 
كان الإعصار أسنا إعصارًا نادرًا تشكل فوق الأرض كمنخفض جوي، واشتدت قوته وانتقل إلى بحر العرب؛ في شهر أغسطس. لم تحدث سوى ثلاث حوادث مماثلة منذ عام 1891؛ في أعوام 1976 و 1964 و1944.   

## التأثيرات

### الهند
غمرت المياه أجزاء عديدة من ولايتي جوجارات وماديا براديش بسبب الأمطار الغزيرة الناجمة عن العاصفة. حتى 260 مـم (10 بوصة)بلغت الأمطار التي سقطت في فادودارا وأحمد آباد 120 مـم (4.7 بوصة) من الأمطار في 25-26 أغسطس.   بحلول 3 سبتمبر 2024، حصلت ولاية جوجارات على ما يقرب من 118% من هطول الأمطار لهذا الموسم. سجلت كوتش أكثر من 180% من الأمطار، في حين سجلت ولاية جوجارات الشمالية حوالي 94%. 
تأثرت مدن فادودارا ، وجامناجار ، ودواركا ، وراجكوت ، وموربي ، وبوج . غمرت المياه مدينة فادودارا بشكل كبير بسبب الارتفاع السريع في نهر فيشواميتري . سجلت منطقة خامباليا 944 ملم من الأمطار في الفترة من 25 إلى 31 أغسطس. 
من بين 206 خزانات في الولاية، كان 115 خزانًا يعمل بكامل سعته التخزينية؛ و45 خزانًا يعمل بنسبة 70% أو بكامل سعته؛ و17 خزانًا يعمل بنسبة 50% إلى 70%، بعد هطول الأمطار. وصل سد سردار ساروفار إلى 81٪ من طاقته. تم ملء ما نسبته 86% من إجمالي الخزان. قامت العديد من السدود بإطلاق المياه للحفاظ على المستوى الآمن للمياه في خزاناتها. 
أدت الفيضانات في ولاية جوجارات إلى مقتل 49 شخصًا في الفترة ما بين 25 و31 أغسطس. وأدى الفيضان أيضًا إلى نفوق 2618 رأسًا من الماشية. 
وتعرضت المحاصيل للتدمير في عدة مناطق بمنطقتي كوتش وساوراشترا . وفي فادودارا وأماكن أخرى، لحقت أضرار جسيمة بالمنازل والمتاجر والشركات.  تم إلحاق أضرار بـ 2230 كيلومترًا من الطريق. بلغ إجمالي عدد القرى المتضررة من انقطاع الكهرباء 6931 قرية و17 مدينة. تم إغلاق ما مجموعه 88 محطة فرعية أثناء الفيضانات.  انهار جسر قديم بين بوديلي وشوتا أوديبور على الطريق السريع الوطني. 
وعزت دراسة أجراها علماء في المعهد الهندي للتكنولوجيا في غاندي ناجار الفيضانات في مناطق معينة من الولاية إلى الطقس المتطرف وتأثير التنمية الحضرية. وأشارت الدراسة إلى أن التغيرات في الارتفاع وتعطل أنظمة الصرف بسبب التوسع الحضري ساهمت في حدوث الفيضانات. 

### باكستان
وفي الوقت نفسه، سجلت باكستان هطول أمطار غزيرة مصحوبة بالبرق في أنحاء منطقة كراتشي يومي 2 و3 سبتمبر/أيلول. وشملت المناطق المتضررة الأخرى سوكور ، لاركانا ، خيربور ، دادو ، جاكوب آباد ، حيدر أباد ، ثاتا ، بادين ، تاندو اللهيار ، تاندو محمد خان ، ثارباركار ، ميربورخاس ، أوميركوت ، وسنغار . أفادت التقارير أن ما لا يقل عن 24 شخصًا فقدوا حياتهم في حوادث مرتبطة بالأمطار والرياح في المناطق الساحلية في السند وبلوشستان.  تم إغلاق المدارس في كراتشي وحيدر أباد، في حين تم إلغاء أو تأخير العديد من الرحلات الجوية إلى كراتشي.  

## أعقاب العاصفة
تم نشر 17 فريقًا من قوة الاستجابة للكوارث الوطنية ، و27 فريقًا من قوة الاستجابة للكوارث الحكومية، وتسعة أعمدة من الجيش الهندي وفرق إضافية من القوات الجوية الهندية وخفر السواحل الهندي لتقديم جهود الإغاثة والإنقاذ. قاموا بإنقاذ 37,050 شخصًا ونقل 42,083 شخصًا إلى أماكن آمنة. تم نقل 53 شخصًا جوًا. 
نشرت حكومة الولاية ما مجموعه 1120 فريقًا للإبلاغ عن الأضرار في مختلف مناطق الولاية. قدمت الحكومة تعويضات لأسر المتوفين قدرها 4 لك روبية هندية (6٬600 دولار أمريكي) لكل منهم. كما قامت بتعويض ضحايا الماشية ووزعت 1.78 كرور روبية هندية (300٬000 دولار أمريكي) . وبحلول 3 سبتمبر/أيلول 2024، قدمت الحكومة أيضًا إغاثة نقدية إلى 1.69 مليون شخص؛ ومساعدات في شراء الأدوات المنزلية إلى 50.111 أسرة وأصحاب 4.673 منزلًا وكوخًا متضررًا. الإجمالي 700 كرور روبية هندية (120 مليون دولار أمريكي) تم تخصيص للبلديات لإصلاح الطرق. 
عندما فاض نهر فيشواميتري، دخلت التماسيح من النهر إلى مدينة فادودارا . تم إنقاذ ما مجموعه 42 تمساحًا وأكثر من 80 ثعبانًا من المدينة في الأسبوع السابق للثالث من سبتمبر.  قدمت حكومة الولاية مساعدات مالية لـ 64.360 أسرة في المدينة و 20.610 أسرة في منطقة فادودارا . 
1. ↑  Sangomla, Akshit (29 Aug 2024). "Cyclone Asna formation due to unusual monsoon wind system: Expert". Down To Earth (بالإنجليزية). Archived from the original on 2024-09-08. Retrieved 2024-09-08.
2. ↑  Sangomla, Akshit (28 Aug 2024). "A rare atmospheric phenomena is behind extreme rainfall, floods in Gujarat — and it's fuelled by soil moisture". Down To Earth (بالإنجليزية). Archived from the original on 2024-09-08. Retrieved 2024-09-08.
3. ↑  Tropical Weather Outlook (PDF) (Report). New Delhi, India: India Meteorological Department. 25 أغسطس 2024. مؤرشف (PDF) من الأصل في 2024-09-06. اطلع عليه بتاريخ 2024-08-25.
4. 1 2  "Cyclone Asna Set to Become Fourth of Its Kind in 80 Years; Know the Previous Three! | Weather.com". The Weather Channel (بالإنجليزية الهندية). Archived from the original on 2024-09-08. Retrieved 2024-09-08.
5. ↑  Tropical Weather Outlook (PDF) (Report). New Delhi, India: India Meteorological Department. 25 أغسطس 2024. مؤرشف (PDF) من الأصل في 2024-09-07. اطلع عليه بتاريخ 2024-08-25.
6. ↑  Tropical Weather Outlook (PDF) (Report). New Delhi, India: India Meteorological Department. 25 أغسطس 2024. مؤرشف (PDF) من الأصل في 2024-09-05. اطلع عليه بتاريخ 2024-08-25.
7. ↑  Cyclone Asna forms over Kutch; rain continues in Gujarat (Report). The Hindu. 30 أغسطس 2024. مؤرشف من الأصل في 2024-09-03. اطلع عليه بتاريخ 2024-08-30.
8. ↑  "Heavy rain claimed 49 lives in August last week, 37,000 people rescued across state". The Indian Express (بالإنجليزية). 5 Sep 2024. Archived from the original on 2024-09-08. Retrieved 2024-09-08.
9. ↑  Nandi، Jayashree؛ Pathak، Maulik (31 أغسطس 2024). "Originated over land, cyclone over sea: A rare storm gains strength off Gujarat". Hindustan Times. مؤرشف من الأصل في 2024-09-08.
10. ↑  Ali, Imtiaz (1 Sep 2024). "Cyclone Asna moves further southwestward, but more rains still likely in Karachi next week: PMD". dawn.com (بالإنجليزية). Dawn. Archived from the original on 2024-09-10. Retrieved 2024-09-10.
11. ↑  Das، Ananda Munar (2 سبتمبر 2024). "mausam.imd.gov.in" (PDF). مؤرشف (PDF) من الأصل في 2024-09-06.
12. 1 2  Nandi، Jayashree؛ Pathak، Maulik (31 أغسطس 2024). "Originated over land, cyclone over sea: A rare storm gains strength off Gujarat". Hindustan Times. مؤرشف من الأصل في 2024-09-08.Nandi, Jayashree; Pathak, Maulik (31 August 2024).
13. ↑  "Cyclone Asna Set to Become Fourth of Its Kind in 80 Years; Know the Previous Three! | Weather.com". The Weather Channel (بالإنجليزية الهندية). Archived from the original on 2024-09-08. Retrieved 2024-09-08."Cyclone Asna Set to Become Fourth of Its Kind in 80 Years; Know the Previous Three! | Weather.com".
14. ↑  Sangomla, Akshit (28 Aug 2024). "A rare atmospheric phenomena is behind extreme rainfall, floods in Gujarat — and it's fuelled by soil moisture". Down To Earth (بالإنجليزية). Archived from the original on 2024-09-08. Retrieved 2024-09-08.Sangomla, Akshit (28 August 2024).
15. ↑  "8 Dead, 7 Missing in Gujarat Floods; State on Red Alert as Deep Depression to Dump Heavy Rains Until Aug 30". قناة الطقس. 27 أغسطس 2024. مؤرشف من الأصل في 2024-09-05. اطلع عليه بتاريخ 2024-08-27.
16. ↑  "Gujarat sees massive flooding after heavy rain, 15 dead, 20,000 evacuated". India Today (بالإنجليزية). 28 Aug 2024. Archived from the original on 2024-08-28. Retrieved 2024-08-28.
17. ↑  "Rains cause extensive damage to standing crop, claim 49 lives in Gujarat". The Hindu (بالإنجليزية الهندية). 4 Sep 2024. ISSN:0971-751X. Archived from the original on 2024-09-09. Retrieved 2024-09-08.
18. ↑  "Gujarat's dams overflowing: 55% at full capacity after monsoon deluge". India Today (بالإنجليزية). 4 Sep 2024. Archived from the original on 2024-09-11. Retrieved 2024-09-08.
19. 1 2 3 4  "Heavy rain claimed 49 lives in August last week, 37,000 people rescued across state". The Indian Express (بالإنجليزية). 5 Sep 2024. Archived from the original on 2024-09-08. Retrieved 2024-09-08."Heavy rain claimed 49 lives in August last week, 37,000 people rescued across state".
20. ↑  "Rains cause extensive damage to standing crop, claim 49 lives in Gujarat". The Hindu (بالإنجليزية الهندية). 4 Sep 2024. ISSN:0971-751X. Archived from the original on 2024-09-09. Retrieved 2024-09-08."Rains cause extensive damage to standing crop, claim 49 lives in Gujarat".
21. ↑  "Central Gujarat brough to a standstill, bridge on highway to MP collapses". The Times of India. 28 أغسطس 2024. ISSN:0971-8257. مؤرشف من الأصل في 2024-09-08. اطلع عليه بتاريخ 2024-09-08.
22. ↑  "Floods, Deaths, Destructions In Andhra, Telangana, Gujarat | The Not-So-Joyous Rains In Detail". Outlook India (بالإنجليزية). 5 Sep 2024. Archived from the original on 2024-09-10. Retrieved 2024-09-08.
23. ↑  "At least 24 deaths reported as cyclone Asna moves away from Karachi". tribune.com.pk (بالإنجليزية). The Express Tribune. 31 Aug 2024. Archived from the original on 2024-09-01. Retrieved 2024-09-10.
24. ↑  Ali, Imtiaz (30 Aug 2024). "Sindh braces for rains as Cyclone Asna only 120km south of Karachi". dawn.com (بالإنجليزية). Dawn. Reuters. Archived from the original on 2024-09-07. Retrieved 2024-09-10.
25. ↑  "Flights delayed from Karachi amid Cyclone Asna and severe weather". nation.com.pk (بالإنجليزية). The Nation. 31 Aug 2024. Archived from the original on 2024-09-01. Retrieved 2024-09-10.
26. ↑  "42 crocs rescued from city in week". The Times of India. ISSN:0971-8257. مؤرشف من الأصل في 2024-09-03. اطلع عليه بتاريخ 2024-09-03.
27. ↑  "Vadodara deluge: State govt requests insurers to consider repairs of heavily submerged vehicles". The Indian Express (بالإنجليزية). 3 Sep 2024. Archived from the original on 2024-09-09. Retrieved 2024-09-03.